# 阇尼沙经
《阇尼沙经》，南传上座部佛教《巴利文大藏经》中的长部第十八部经。

## 特点
佛陀在那提迦时候，阿难鉴于佛陀曾经讲说过那提迦信徒命终再生的故事，请求佛陀讲述摩揭陀信徒命终再生。此时，一名叫阇尼沙的药叉前来告诉佛陀，常童子梵天为三十三天诸神讲述四神通、三径路，四念处，七定具，皈依三宝后就能像摩揭陀信徒那样，断除三结，进入预流，达到正觉。根據南传上座部佛教長老們在長部第十八经沙門果經開示，這一位药叉正是摩揭陀國頻毘娑羅王（Bimbisara）的轉世。
该佛经在汉传佛教的《大正新修大藏经》对应经典为《長阿含經·闍尼沙經》（第1部第34卷）、《人仙經》（第1部第213卷）。